# مهرداد پنجم ایبری
مهرداد پنجم (گرجی: მირდატ V، به لاتین Mithridates)، از سلسله خسرویانی‌ها، پادشاه ایبری (کارتلی، شرق گرجستان) بود که طبق سنت ادبی قرون وسطایی گرجستان، به مدت ۱۲ سال، از حدود سال ۴۳۵ تا ۴۴۷ (به گفته کیریل تومانوف) سلطنت کرد.
مهرداد پسر و جانشین پادشاه آرچیل بود. سالنامه گرجی از مهرداد بخاطر تقوایش تعریف و تمجید می‌کند، اما جزئیاتی در مورد سلطنت او ارائه نمی‌دهد. او با سگ‌دخت، دختر برازبد، شاهزاده مهرانیان گاردمن ازدواج کرده بود، و پدر واختانگ یکم، جانشین او شد.